# 埃斯坦 (上比利牛斯省)
埃斯坦（法語：Estaing，法語發音：[ɛstɛ̃]）是法国上比利牛斯省的一个市镇，位于该省西南部，属于阿热莱斯加佐斯特区。

## 地理
埃斯坦（42°56'14"N, 0°10'45"W）面积71.53 平方千米，位于法国奧克西塔尼大區上比利牛斯省，该省份为法国西南部内陆省份，北至热尔省，西接大西洋比利牛斯省，南与西班牙接壤，东临上加龙省。
与埃斯坦接壤的市镇（或旧市镇、城区）包括：班村、拉沃当地区阿拉斯、阿朗斯-马尔苏斯、欧坎、科特雷、西雷、萨连特德加列戈。

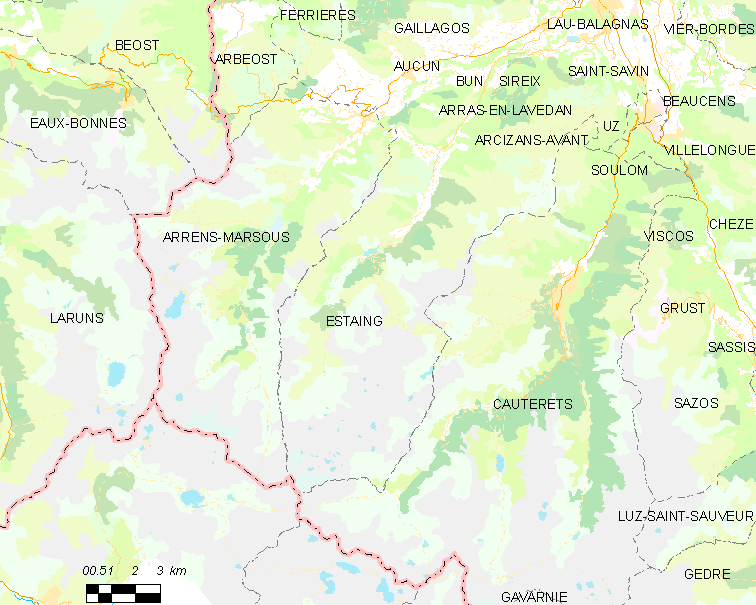
的OSM定位图

埃斯坦的时区为UTC+01:00、UTC+02:00（夏令时）。

## 行政
埃斯坦的邮政编码为65400，INSEE市镇编码为65169。

## 政治
埃斯坦所属的省级选区为激流谷县。

## 人口

1962-2008年间人口变化图示

埃斯坦于2022年1月1日时的人口数量为94人。